# 쇼어라인 이스트
쇼어라인 이스트(영어: Shore Line East)은 미국 동부 코네티컷주의 대중 교통 체계이다. 일반적으로 코네티컷주 지역 승객들을 수송한다. 쇼어라인 이스트의 통근 열차로 연간 2,400명의 승객을 실어나르고, 통근 열차는 객차와 디젤 기관차로 운행한다.
코네티컷주의 첫 통근 열차 체계인 쇼어라인 이스트는 1990년에 개통되어 현재는 코네티컷주의 승객 수송을 담당하는 공기업인 코네티컷 디파트먼트 오브 트랜스포테이션 산하의 교통국이 되어 코네티컷 주의 공기업으로 운행하고 있다.

## 보유 차량
- 2016년 1월 기준으로 쇼어라인 이스트는 다음과 같은 차량을 운행하고 있다.

| 제조                 | 모델          | 대수 | 번호                          | 사진 |
| -------------------- | ------------- | ---- | ----------------------------- | ---- |
| 제너럴 일렉트릭      | GE P40DC      | 8    | 833, 834, 836, 838, 840 ~ 843 |      |
| 일렉트로 모티브 디젤 | EMD GP40-2H   | 5    | 6694 ~ 6699                   |      |
| 마페르사             | 마페르사 코치 | 19   | 1701 ~ 1719                   |      |